# Marianne Andersson Embäck

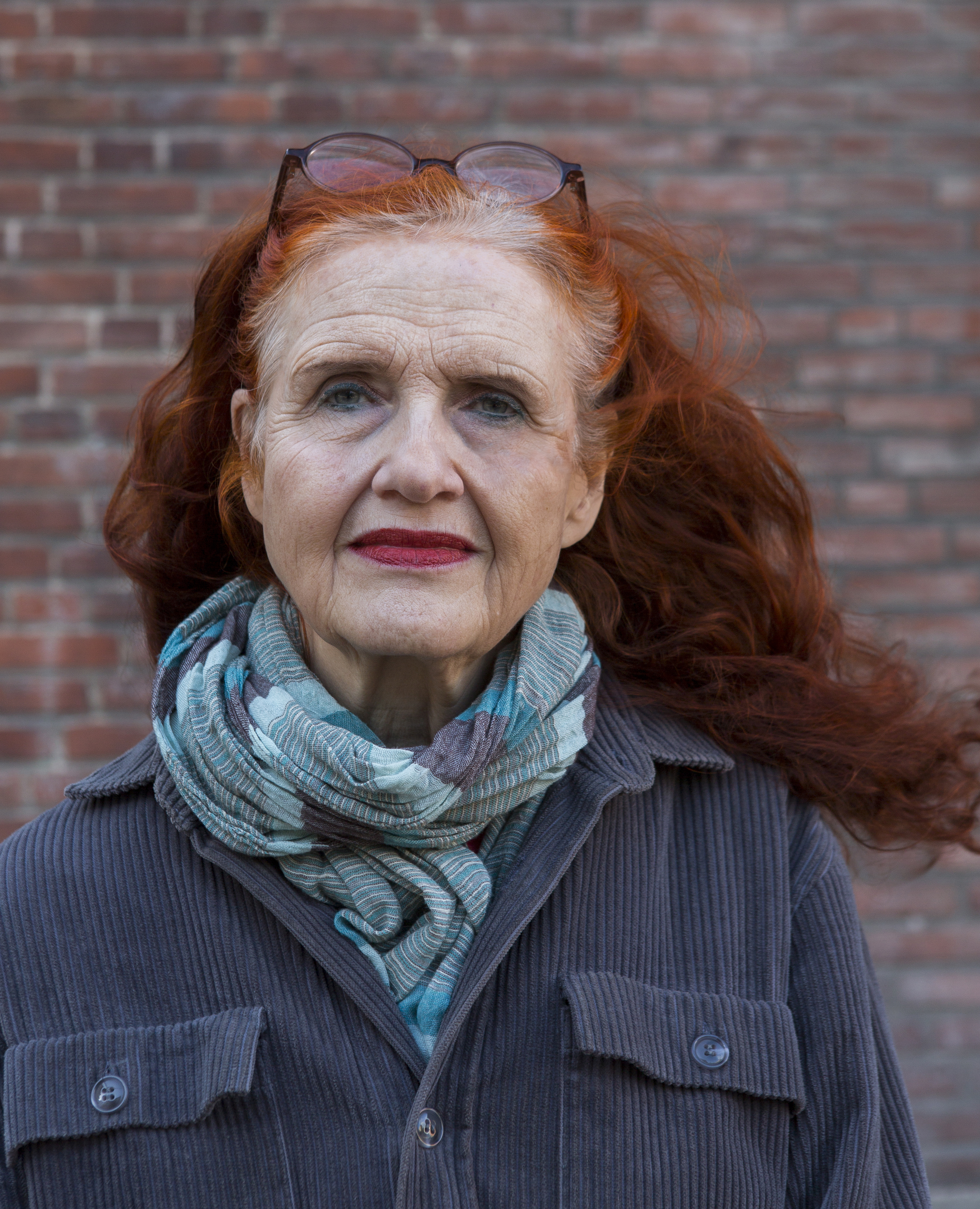
Marianne Andersson Embäck 2022

Inger Solveig Marianne Andersson Embäck, född 19 januari 1956 i Sävedalens församling i Partille kommun, är en svensk konstnär.
Marianne Andersson Embäck gick ut Malmö Konstskola Forum i Malmö 1987 och debuterade på Galleri Arton A i Stockholm 1989. Två år senare deltog hon i grupputställningen Sydnytt 2 på Malmö konsthall. Hon är senast visad på grupputställningen I Staden Växer ett Fält på Malmö Konsthall 2022–2023 där hon deltog med målningar ur sin svit Autonoma kamrater.
Marianne Andersson Embäck fick Edstrandska stiftelsens stipendium 1987, Malmö kommuns kulturstipendium 1993, Lengertz kulturpris 1993, Anna Kockums stipendium 2008, Aase & Richard Björklunds fond 2017 och 2022 samt Stipendium från Stiftelsen Malmö Konsthall av år 1931, 2022.
Hon är representerad hos Malmö Konstmuseum, Göteborgs konstmuseum, Ystads konstmuseum och Statens konstråd samt flera kommuner och regioner.
Marianne Andersson Embäck är gift med Lars Embäck (född 1955).